# 法務 (仏教)
法務（ほうむ）とは、日本の仏教界・諸大寺の庶務を管轄して僧尼を統率する役職。のち、法務の下に権法務（ごんほうむ）が、法務の上に総法務（そうほうむ、漢字は惣法務とも）が設置された。そのため、本来の法務を正法務（しょうほうむ）とも呼称する。
推古天皇32年（624年）に観勒が補任されたのが初見で、この頃は僧綱最高位の僧正が兼任する役職であり、承和元年（834年）の護命入滅まで続いた。一旦絶えた後、貞観14年（872年）に僧綱とは別系統の地位として再興され、法務（正法務）は原則的に真言宗（真言密教）の長である東寺一長者が兼任し、法務の次位である権法務は興福寺大威儀師など顕教系の僧が補任された。
その後、仁安2年（1167年）に後白河上皇が、正法務の上に新たに総法務を設置し、実弟の仁和寺門跡の覚性入道親王を補任した。以降、総法務である入道親王もしくは法親王が形式的には仏教界の首座となったが、事実上の伝統的仏教界の実力者は依然として正法務＝東寺一長者だった。これに対し、総法務は、自身と近親の上皇の権威・権力を背景とし、伝統的な支配構造とは独立して、個別の寺院と院権力を直結する経路を作り、六勝寺体制のもと、顕密八宗を統べる機構を作ろうと試み、一定の成功を収めた。しかし、中世後期の院権力の衰退と共に、六勝寺および総法務も形骸化し、真言宗にある程度の影響力を残すのみとなった。
やがて、室町幕府による僧録所設置以降、徐々に正法務・権法務・総法務のいずれもが名誉職化し、明治時代に廃止された。

## 歴史
法務は、日本の仏教界・諸大寺の庶務を管轄して僧尼を統率する役職である。
古代、推古天皇32年（624年）に観勒が任じられたのが初例とされている。このときは、僧綱の最高位である僧正が兼務している役職の一つだった。その後、行信・慈訓・鑑真・護命らが任じられたとされるが、護命の入滅後（承和元年（834年））は一旦廃絶した。
その後、貞観14年（872年）に、僧綱とは別系統の僧職として再興した。同年3月14日、清和天皇は形骸化した僧綱に代わって東寺長者真雅を法務に任じて密教の寺院・僧尼を統括させ、興福寺大威儀師延寿を権法務に任じて密教の寺院・僧尼を統括させることで僧綱の業務を行わせた。以後、原則として、東寺長者の筆頭である一長者が正法務に任じられて密教界を統べ、顕教界は興福寺その他の大寺院が権法務として管轄する慣例となった。ただし、花山天皇の治世下で、真言宗醍醐派の醍醐寺の元杲や天台宗の良源が法務に補任されるなど、例外も存在した。
後白河院政下の仁安2年（1167年）、実弟の覚性入道親王（仁和寺門跡）が総法務に補任され、正法務である東寺一長者の上に置かれた。これが先例となって、鎌倉時代には仁和寺から総法務が出されて全国の寺院・僧尼を統括する事例が生じた。仏教説話集『沙石集』（13世紀後半）には、正法務・東寺一長者の実賢の牛車と総法務・仁和寺御室の道深法親王の牛車が路上で偶然出くわし、一悶着あったときに、実賢が「東寺一長者より上位の僧など存在しない。御室は確かに身分上やんごとない方でいらっしゃるが、遁世門であって御室に引き篭もっていらっしゃるから、御室と言うのだ。しかし世の習いに従うべきであるから、こちらの狼藉を制止すべきだろう」と、引き下がった伝説が載せられている。当時の世間から見た、実質的に巨大な権勢を持つ正法務＝東寺一長者と、形式的にはそれよりも上の立場という総法務＝仁和寺御室の微妙な関係の認識が描写されている。
『国史大辞典』「法務」（夏目祐伸担当）は、総法務の設置によって正法務が無力化されたとする。しかし、その後の横内裕人の研究によれば、やはり伝統的な階層の上での事実上の真言宗の長は、正法務＝東寺一長者であるという。総法務は正法務の上に直接立った訳ではなく、院の実力を背景として、伝統的権力構造の枠外から、真言宗諸寺院と院権力を直結する支配構造を作った。そして、このような構造のもと、いわば天皇家の氏寺である六勝寺によって、東寺一長者・天台座主・興福寺別当といった伝統的な仏教勢力と対抗し、伝統的な顕密八宗を統べる宗教支配を作ったのではないか、という。しかし、中世後期、院権力の衰退に伴って、六勝寺も形骸化したため、総法務＝仁和寺御室は、真言宗以外の宗派に対する権力を失い、唯一、直轄する真言宗御室派仁和寺を通じて真言宗にのみ力が残存することになった。
その後、南北朝時代には大覚寺門跡からも総法務が出されることになった。だが、室町時代に入ると室町幕府によって僧録所が設置されると、法務が務めてきた職掌はそちらに移り、全国の寺院が武家政権の監督下に入るようになった。江戸時代になると、総法務・法務・権法務のいずれもが完全な名誉職となった。最終的に、明治維新とともに廃止された。

## 権法務についての異説
権法務に関する唯一の出典である『東寺長者補任』は、密教の優位性を示すために延寿を権官としたもので、実際には法務が2名任じられたとする説がある。この説では後にもう1つの法務職も東寺から出されるようになったために、一長者を正官、もう1人を権官とみなしたことから「権法務」という称が発生したとしている。

## 関連文献
- 富田正弘「法務」（『平安時代史事典』（角川書店、1994年） ISBN 978-4-040-31700-7）